# Syrrhopodon lycopodioides
Syrrhopodon lycopodioides là một loài rêu trong họ Calymperaceae. Loài này được Sw. ex Brid. Müll. Hal. mô tả khoa học đầu tiên năm 1849.